# ランスオブカオス
ランスオブカオス（欧字名:Lance of Chaos、2022年3月27日 - ）は、日本の競走馬。主な勝ち鞍は2025年のチャーチルダウンズカップ。
馬名の意味は、混沌に対する槍。

## 経歴

### 2歳（2024年）
12月1日京都芝1400mの2歳新馬戦で吉村誠之助を背に2番人気で出走。道中後方2番手で脚を溜め、直線で外へ持ち出して末脚を伸ばすと最後は後続に2馬身半差をつけデビュー戦を勝利で飾る。中1週で挑んだ12月15日の朝日杯フューチュリティステークスでは9番人気という低評価であったが、中団のインでレースを進め、最後の直線で馬場の中央から鋭く脚を伸ばしてアドマイヤズームの3着と好走した。

### 3歳（2025年）
始動戦となった2月9日のきさらぎ賞では道中中団のやや後ろを追走し、最後の直線で懸命に追い込んできたがサトノシャイニングの3着に敗れる。鞍上の吉村誠之助は敗因を「距離適性の差が出たかもしれません。若干、脚が上がりましたし、1800mは少し長い気がします」とコメントした。4月5日に行われたチャーチルダウンズカップでは道中好位追走から直線で馬群を縫うように抜け出すと、中団から追い込んできたアルテヴェローチェの追撃を振り切って初重賞制覇を果たすとともに、鞍上の吉村誠之助にとってはデビュー2年目で重賞初勝利となった。

## 競走成績
以下の内容は、netkeiba.comおよびJBISサーチに基づく。
| 競走日     | 競馬場 | 競走名              | 格   | 距離（馬場）  | 頭 数 | 枠 番 | 馬 番 | オッズ （人気） | 着順 | タイム （上り3F） | 着差 | 騎手        | 斤量 [kg] | 1着馬（2着馬）         | 馬体重 [kg] |
| ---------- | ------ | ------------------- | ---- | ------------- | ----- | ----- | ----- | --------------- | ---- | ----------------- | ---- | ----------- | --------- | ---------------------- | ----------- |
| 2024.12.01 | 京都   | 2歳新馬             |      | 芝1400m（良） | 9     | 7     | 7     | 004.30（2人）   | 01着 | R1:22.5（33.6）   | -0.4 | 0吉村誠之助 | 54        | （ジーティーエスピ）   | 502         |
| 0000.12.15 | 京都   | 朝日杯FS            | GI   | 芝1600m（良） | 16    | 2     | 3     | 045.80（9人）   | 03着 | R1:34.9（34.0）   | -0.8 | 0吉村誠之助 | 56        | アドマイヤズーム       | 498         |
| 2025.02.09 | 京都   | きさらぎ賞          | GIII | 芝1800m（稍） | 10    | 7     | 7     | 006.90（4人）   | 03着 | R1:47.5（35.6）   | -0.5 | 0吉村誠之助 | 57        | サトノシャイニング     | 498         |
| 0000.04.05 | 阪神   | チャーチルダウンズC | GIII | 芝1600m（良） | 11    | 6     | 7     | 003.00（2人）   | 01着 | R1:32.2（33.9）   | -0.3 | 0吉村誠之助 | 57        | （アルテヴェローチェ） | 496         |
| 0000.05.11 | 東京   | NHKマイルC          | GI   | 芝1600m（良） | 18    | 3     | 5     | 008.80（4人）   | 05着 | R1:32.0（35.0）   | -0.3 | 0吉村誠之助 | 57        | パンジャタワー         | 494         |

- 競走成績は2025年5月11日現在

## 血統表
| ランスオブカオスの血統          | ランスオブカオスの血統                                                            | ランスオブカオスの血統                                                            | （血統表の出典）                                                                  | （血統表の出典）    |
| 父系                            | サンデーサイレンス系                                                              | サンデーサイレンス系                                                              | サンデーサイレンス系                                                              | [ § 2 ]             |
| 父 シルバーステート 青鹿毛 2013 | 父の父ディープインパクト 鹿毛 2002                                                | *サンデーサイレンス                                                               | Halo                                                                              | Halo                |
| 父 シルバーステート 青鹿毛 2013 | 父の父ディープインパクト 鹿毛 2002                                                | *サンデーサイレンス                                                               | Wishing Well                                                                      |                     |
| 父 シルバーステート 青鹿毛 2013 | 父の父ディープインパクト 鹿毛 2002                                                | *ウインドインハーヘア                                                             | Alzao                                                                             | Alzao               |
| 父 シルバーステート 青鹿毛 2013 | 父の父ディープインパクト 鹿毛 2002                                                | *ウインドインハーヘア                                                             | Burghclere                                                                        |                     |
| 父 シルバーステート 青鹿毛 2013 | 父の母*シルヴァースカヤ 黒鹿毛 2001                                               | Silver Hawk                                                                       | Roberto                                                                           | Roberto             |
| 父 シルバーステート 青鹿毛 2013 | 父の母*シルヴァースカヤ 黒鹿毛 2001                                               | Silver Hawk                                                                       | Gris Vitesse                                                                      |                     |
| 父 シルバーステート 青鹿毛 2013 | 父の母*シルヴァースカヤ 黒鹿毛 2001                                               | Boubskaia                                                                         | Niniski                                                                           | Niniski             |
| 父 シルバーステート 青鹿毛 2013 | 父の母*シルヴァースカヤ 黒鹿毛 2001                                               | Boubskaia                                                                         | Frenetique                                                                        |                     |
| 母 ハイドラン 黒鹿毛 2015       | 母の父ローエングリン 栗毛 1999                                                    | Singspiel                                                                         | In The Wings                                                                      | In The Wings        |
| 母 ハイドラン 黒鹿毛 2015       | 母の父ローエングリン 栗毛 1999                                                    | Singspiel                                                                         | Glorious Song                                                                     |                     |
| 母 ハイドラン 黒鹿毛 2015       | 母の父ローエングリン 栗毛 1999                                                    | *カーリング                                                                       | Garde Royale                                                                      | Garde Royale        |
| 母 ハイドラン 黒鹿毛 2015       | 母の父ローエングリン 栗毛 1999                                                    | *カーリング                                                                       | Corraleja                                                                         |                     |
| 母 ハイドラン 黒鹿毛 2015       | 母の母ミミオブパラダイス 鹿毛 2006                                                | ダンスインザダーク                                                                | *サンデーサイレンス                                                               | *サンデーサイレンス |
| 母 ハイドラン 黒鹿毛 2015       | 母の母ミミオブパラダイス 鹿毛 2006                                                | ダンスインザダーク                                                                | *ダンシングキイ                                                                   |                     |
| 母 ハイドラン 黒鹿毛 2015       | 母の母ミミオブパラダイス 鹿毛 2006                                                | *ヘヴンリーアドヴァイス                                                           | Theatrical                                                                        | Theatrical          |
| 母 ハイドラン 黒鹿毛 2015       | 母の母ミミオブパラダイス 鹿毛 2006                                                | *ヘヴンリーアドヴァイス                                                           | *パーソナリー                                                                     |                     |
| 母系(F-No.)                     | (FN:23-b)                                                                         | (FN:23-b)                                                                         | (FN:23-b)                                                                         | [ § 3 ]             |
| 5代内の近親交配                 | サンデーサイレンス：S3×M4、Halo：S4×M5×M5、Hail to Reason：S5×S5、Nijinsky：S5×M5 | サンデーサイレンス：S3×M4、Halo：S4×M5×M5、Hail to Reason：S5×S5、Nijinsky：S5×M5 | サンデーサイレンス：S3×M4、Halo：S4×M5×M5、Hail to Reason：S5×S5、Nijinsky：S5×M5 | [ § 4 ]             |
| 出典                            | 1. 2. 3. 4.                                                                       | 1. 2. 3. 4.                                                                       | 1. 2. 3. 4.                                                                       | 1. 2. 3. 4.         |

- 主な近親にイイデケンシン（全日本2歳優駿）、パーソナルラッシュ（ダービーグランプリほか）。